# Узянбаєва Танзіля Хамітівна
Узянбаєва Танзіля Хамітівна (башк. Тәнзилә Хәмит ҡыҙы Үҙәнбаева; 2 січня 1953, с. Смаково Мелеузівського району Башкирської АРСР) — співачка. Народна артистка Республіки Башкортостан (1994), заслужена артистка Російської Федерації (2004)

## Біографія
Узянбаєва Танзіля Хамітівна народилася 2 січня 1953 року в с. Смаково Мелеузівського району Башкирської АРСР.
В 6 років Танзіля з батьками переїхала в с. Туляково. Навчаючись у школі, брала участь у художній самодіяльності, відвідувала вокальний і танцювальний гуртки Мелеузівського палацу культури.
У 1980 році закінчила вокальне відділення Уфимського державного інституту мистецтв (клас Б.Н. Валєєвої).
Працює з 1980 року солісткою естради Башкирської філармонії, з 1981 року — в фольклорному ансамблі «Ядкар», з 2006 року викладає в Уфимському училищі мистецтв, з 2009 року — в Уфимській державній академії мистецтв (зав. вокального відділення).
Гастролювала в Росії, за кордоном (Німеччина, Греція, Індія, Франція, Японія та ін).

## Репертуар
Башкирські народні пісні «Баяс», «Зюльхизя», «Іремель», «Салімакай», «Таштугай», «Дошман ҡырҙы Салауат» («Салават бився з ворогом»), «Бөҙрә тал» («Кучерява верба»), «Ғәфифә» («Гафифа»), «Тирмә» («Юрта»), «Туғанай» («Сестричка»), «Дала» («Степ»)
Кубаїри «Башҡорт иле» («Країна башкир»), «Уралға мәҙхиә» («Ода Уралу»), «Ҡурайға мәҙхиә» («Ода кураю») і мунажати «Ураҙа мөнәжәте» («Мунажат Урази»), «Уҡыйыҡ намаҙ, уҡыйыҡ Ҡөрьән» («Читаємо намаз, читаємо Коран»), «Нәсихәт мөнәжәте» («Мунажат повчання»);
Пісні та романси Х.Ф. Ахметова, З.Г. Ісмагілова, Т.Ш. Карімова, Р.А. Муртазіна, К.Ю. Рахімова, Р.Х. Сахаутдінової, Р.М. Хасанова та ін. Пісні татарських композиторів А.З. Монасипова, С.Г. Садикової, Р. М. Яхіна.

## Нагороди та звання
Заслужена артистка Башкирської АРСР (1986)
Народна артистка Республіки Башкортостан (1994)
Заслужена артистка Російської Федерації (2004)
Лауреат Республіканського конкурсу молодих співаків на приз імені Г. Альмухаметова (1972).